# Cyprinodon macrolepis
Cyprinodon macrolepis är en fiskart som beskrevs av Miller, 1976. Cyprinodon macrolepis ingår i släktet Cyprinodon och familjen Cyprinodontidae. IUCN kategoriserar arten globalt som starkt hotad. Inga underarter finns listade i Catalogue of Life.